# 生野山の戦い
生野山の戦い（なまのやまのたたかい）は戦国時代の永禄4年（1561年）11月27日に武蔵国生野山（生山とも。現・埼玉県本庄市・美里町）において、北条氏康と上杉政虎（上杉謙信）との間で行われた戦い。
この合戦の背景には武蔵国の中原を押さえる要衝・松山城の支配権を巡る北条氏と上杉氏の対立があった。氏康は小田原城の戦いで政虎の攻勢を食い止めた後反撃に転じ、上杉方に奪われた武蔵北部を奪還するため、松山城 (武蔵国)・秩父高松城の攻略に向かった。
一方で武田信玄と4度目の川中島の戦いを繰り広げていた政虎は、越後国へ帰国後すぐに救援軍を差し向けた。なお、この上杉軍を政虎自らが率いていたかは不明である。北条軍は、後詰めの上杉軍を、松山城に程近い生野山で迎え撃ち、野戦に及んだ。その結果、北条軍が勝利（小幡氏文書）。上杉軍は下野方面へ撤退し、その後は唐沢山城へ陣を進めた（歴代古案）。一方北条軍はそのまま上野武蔵境まで進軍。秩父高松城を降伏させ藤田氏の勢力圏を奪い返した。だが松山城まで陥落させるには至らず。これ以降も氏康は信玄と同盟し、一方で謙信は里見義堯と同盟して関東の覇権を巡って熾烈な攻防を続けることになる。

## 関連史料
- 内閣文庫所蔵・小幡家文書
- 出雲桜井文書
- 相州文書